# Diplectanum collinsi
Diplectanum collinsi är en plattmaskart. Diplectanum collinsi ingår i släktet Diplectanum och familjen Diplectanidae. Inga underarter finns listade i Catalogue of Life.